# Instituto de Educação Professor Ismael Coutinho
O Instituto de Educação Professor Ismael Coutinho (IEPIC) é uma instituição de ensino público secundário estadual que tem como precursora a Escola Normal de Niterói, primeira instituição pública do gênero nas Américas, fundada em 1° de abril no ano de 1835, tornando-a assim a mais velha escola do Rio de Janeiro.

## Criação
Através da história do Instituto de Educação Professor Ismael Coutinho podemos reconhecer um terço da história do país através das evidências legais, interesses políticos e econômicos testemunhados no Brasil, bem como uma boa parte da recente história do município de Niterói.
O Instituto de Educação Professor Ismael Coutinho teve sua origem com a denominação de “Escola Normal”, a primeira do Brasil e da América, instituída através do Ato n. º 10 de abril de 1835, da Assembléia Legislativa da Província do Rio de Janeiro, sancionada em 04 de abril de 1835 (no mesmo ano em que a Vila Real da Praia Grande foi elevada à categoria de cidade com a denominação de Nictheroy, passando a ser a capital da Província do Rio de Janeiro) pelo Presidente da Província Joaquim José Rodrigues Torres, depois Visconde de Itaboraí. Seu sucessor interino, Paulino José Soares de Souza (depois Visconde do Uruguai) nomeou em 27 de junho o primeiro diretor, o Tenente Coronel José da Costa Azevedo, que permaneceu no cargo até 1860.. Outra conseqüência desta lei foi a transformação do Rio de Janeiro em Município Neutro, desmembrando-se este da Província do Rio de Janeiro. O povoado da Villa Real da Praia Grande (hoje Niterói) seria escolhido capital da província e grande aporte de melhoramentos em infra-estrutura seriam necessários para comportar as demandas de seu novo papel.
A Escola Normal destinava-se a habilitar as pessoas para o Magistério da Instrução Primária, e os professores existentes, que não tivessem adquirido a necessária instrução nas Escolas de Ensino Mútuo, na conformidade da Lei de 15 de outubro de 1827 (art. 5º).
Dos candidatos a uma vaga na Escola Normal requeria-se: “ser Cidadão Brasileiro, maior de dezoito anos, com boa morigeração, e saber ler e escrever” (Ato nº 10 de 1º de abril de 1835 - Art. 4º). 
O deputado Paulino José Soares de Sousa, Visconde de Uruguai, apresenta à primeira Assembléia Provincial um projeto de instituir uma escola normal onde se formariam os professores da província. O poder coercitivo deste saquarema - como eram conhecidos os membros do Partido Conservador - não encontraria grandes resistências do já combalido grupo liberal. Assim, em 4 de abril de 1835, o novo presidente da província Joaquim José Rodrigues Torres, Visconde de Itaboraí, sancionou o Ato nº 10 da Assembléia Legislativa, de 1 de abril de 1835, que criou uma instituição de ensino que seria responsável de formar educadores para o magistério da instrução primária.
Durou pouco a primeira Escola Normal, absorvida na Reforma do Ensino em 1847 pelo “Liceu Provincial”, juntamente com a “Escola de Arquitetos Medidores” e o “Colégio das Artes Mecânicas”, logo depois extintos. O “Liceu Provincial” também seria efêmero e a “Escola Normal” se restabeleceria em 1862, sendo festivamente reinaugurado pelo Imperador Pedro II a 29 de junho daquele ano. Abriu-se desde então para o sexo feminino e formou em 1866 a primeira professora primária fluminense: Joaquina Maria Rosa dos Santos, filha do ator João Caetano dos Santos.
A 15 de abril de 1890, no primeiro governo republicano de Francisco Portela, era a Escola Normal novamente extinta e reabsorvida pelo “Liceu de Humanidades de Niterói”, a que se agregaram como simples cadeira de pedagogia. Aos poucos, de reforma em reforma, restabelecem-se as cadeiras do Curso Normal e por fim a própria Escola, em 1900, extinguindo-se o Liceu para apenas ressurgir em 1931.
Em 15 de janeiro de 1931, então é criado junto à Escola Normal, o curso Ginasial, ficando ambos reunidos com a denominação “Escola Normal de Niterói” e “Liceu Nilo Peçanha”. A primeira sede especificamente construída para a Escola Normal, na Praça da República, inaugurada em 1921, passa a abrigar em 1931 também o "Liceu Nilo Peçanha". Por mais de vinte anos convivem na mesma casa, separando-se definitivamente em 1955, quando da transferência do Instituto de Educação para a Travessa Manoel Continentino em São Domingos.
Desligado do Liceu Nilo Peçanha pela Lei nº 2146, em 1954, o Instituto de Educação do Estado do Rio de Janeiro passou a denominar-se INSTITUTO DE EDUCAÇÃO DE NITERÓI, habilitando-se a manter os seguintes cursos: 
- A) Pré-primário – Jardim de Infância;
- B) Primário – Grupo Escolar – subdividido em Elementar e Complementar;
- C) Secundário com organização e finalidade estabelecidas pela legislação Federal, quando as condições financeiras do Estado o permitam;
- D) Normal – Escola Normal – destinado à formação de professores do ensino primário;
- E) de Aperfeiçoamento – aprimoramento do nível cultural dos professores primários;
- F) de Administração Escolar de grau primário, para habilitação de diretores e orientadores de ensino;
- G) de Especialização (art. 9º).

Em 1954 o Grupo Escolar “Getúlio Vargas” e o Jardim de Infância “Maria Guilhermina”, localizados na Travessa Manoel Continentino, passam a integrar o Instituto de Educação de Niterói.
Em 1962, com a elevação à 2ª categoria o Grupo Escolar “Getúlio Vargas” e a criação do curso Ginasial (Decreto nº 8.555, de 02-07-1962), passa o Instituto de Educação de Niterói a oferecer o curso completo do pré-primário ao Curso Normal, oferecendo inclusive, campo para a formação prática das normalistas.
Ainda em 1962, pelo Decreto nº 8.556, de 02-07, determina que os Institutos de Educação passem a manter além do curso de formação de professores primários, o curso ginasial destinado a preparar candidatos para o primeiro (art. 1º). Os Institutos passam a ministrar cursos de especialização (de orientadores de educação primária, de educação de excepcionais, de educação pré-primária e de orientação de 1ª série primária), de administradores escolares e, ainda, de aperfeiçoamento, todos para graduados por escola normal de grau colegial (art. 2º).
Em 1965, como homenagem a uma das grandes figuras do magistério fluminense, o Instituto de Educação de Niterói passou a chamar-se INSTITUTO DE EDUCAÇÃO PROFESSOR ISMAEL COUTINHO, o IEPIC que conhecemos (Decreto nº 11.913, de 26-07-1965).
Em 1975, através do Parecer nº 1.133/75 do Conselho Estadual de Educação, o Instituto de Educação Professor Ismael Coutinho teve autorização para a implantação da Reforma do Ensino relativa ao 2º Grau com o Curso de Formação de Professores habilitados para 1ª à 4ª série do 1º Grau (Decisão n.º06/75, homologada em 17-02-1975)
Pelo Decreto nº 2.027 de 10 de agosto de 1978 o IEPIC absorve a Escola Estadual “Getúlio Vargas”, a Escola Estadual de Ensino Supletivo “Getúlio Vargas” e o Jardim de Infância “Maria Guilhermina”, passando a constituir um único estabelecimento de ensino, integrando o Pré-Escolar e o Curso Supletivo aos cursos de 1 º e 2º Graus.
Em 1981 o IEPIC é autorizado, através da Portaria nº 2.122 / ECDAT de 09-09-81, a ministrar no Ensino de 2º Grau, os Estudos Adicionais, com aprofundamento em Educação Pré-Escolar e Alfabetização.
Em 24 de agosto de 1989, pelo Decreto nº 13.414, exclui-se a Unidade Escolar situada à Rua Alexandre Moura, em São Domingos - CIEP Geraldo Reis – transformando-a em Anexo do Instituto de Educação Professor Ismael Coutinho, sendo considerado como Escola de Aplicação para o Estágio Supervisionado dos alunos do Curso de Formação de Professores de 1ª à 4ª série do IEPIC. Em 14 de novembro de 1991 revoga-se o ato de integração das Unidades Escolares através do Decreto nº 16.960.
Desde o Decreto Nº 2027 de 10 de agosto de 1978, O Instituto de Educação Professor Ismael Coutinho oferece, através de seus Cursos a Educação Básica.

## Primeiras turmas
Matricularam-se no primeiro Ano, 21 alunos, cabendo a matrícula n.º1 ao mineiro José de Souza Lima, nascido na cidade de Campanha e depois radicado no município fluminense de Angra dos Reis. Foi ele também o primeiro professor formado no Brasil, submetendo-se em 1837 ao exame de uma banca especial de alto nível, composta pelo Conselheiro Antonio Francisco de Holanda Cavalcanti de Albuquerque (Visconde de Albuquerque), Frei Policarpo de Santa Gertrudes e Custódio Alves Serrão (naturalista maranhense afamado por suas teorias de refinação dos metais, aplicada na Casa da Moeda do Rio de Janeiro). Em Angra dos Reis, onde se radicou, José de Souza Lima teve como alunos Raul Pompéia, Lopes Trovão e o padre Júlio Maria.

## Enxertos e retalhos com o Liceu Provincial
Em 1847, a Escola Normal, juntamente com outros estabelecimentos, por força de uma nova reforma no ensino, fundem-se para constituir o Liceu Provincial de Niterói. Em 1851 este é extinto, e a Escola Normal seria reinaugurada pelo Imperador Dom Pedro II em 29 de junho de 1862. Não seria desta vez que o estabelecimento continuaria uma trajetória própria. Em 15 de abril de 1890 esta novamente é extinta para formar o Liceu de Humanidades de Niterói, subsistindo apenas como uma divisão pedagógica. Em 1900, novo ressurgimento - Liceu é extinto. Em 1931, junta-se ao seu recém criado Curso Ginasial e forma a Escola Normal de Niterói e Liceu Nilo Peçanha. Em 1938 o interventor do estado Amaral Peixoto renomeia o estabelecimento para Instituto de Educação do Estado do Rio de Janeiro.  Em 1954, o Curso Normal desliga-se do Liceu e passa-se chamar Instituto de Educação de Niterói. Em 1965 é realizada uma eleição interna para escolher qual nome o colégio adotaria e homenagearia. Os nomes escolhidos foram a dos professores Armando Gonçalves e Ismael de Lima Coutinho, sendo o último o vencedor. Ismael Coutinho foi professor do estabelecimento, onde lecionou as cadeiras de grego, latim e gramática histórica. Também exerceu cargos políticos e foi um filólogo de renome internacional.

## Endereços onde funcionou
Não há registros onde se deu seu primeiro funcionamento. Há quem afirme que foi numa casa alugada. A Escola Normal já ocupou vários endereços da cidade:
- 1847: sob a denominação de Liceu Provincial de Niterói, em endereço também ignorado, até 1851;
- 1862: Rua Visconde de Sepetiba;
- 1871: Rua Marechal Deodoro;
- 1874: Jardim São João, em frente à Rua Visconde de Uruguai, como anexo do então Palácio do Governo (Paço Municipal de Niterói;
- 1895: depois de um ano inativa, ocupa antigo palacete que pertenceu a Dom Pedro I, na mesma Rua Visconde de Uruguai (Palácio São Domingos);
- 1903: primitivo Palácio do Ingá, na Rua Presidente Pedreira, onde hoje funciona o Colégio Estadual Aurelino Leal;
- 1918: Avenida Amaral Peixoto, fazendo parte do novo Centro Cívico, denominado Praça da República;

De 1954 até os dias atuais funciona junto com o Grupo Escolar Getúlio Vargas, situado na Travessa Manuel Continentino, no bairro de São Domingos.